# 拱宸桥街道
拱宸桥街道，中国浙江省杭州市拱墅区所辖街道，北邻上塘街道，南邻小河街道。拱宸桥街道得名于境内的明代三孔石拱大桥。总面积4.23平方千米，总人口3.85万人。为拱墅区政府所在地。拱宸桥街道曾为各国通商场，遵循上海英租界的道路命名原则，因此其道路大多以浙江省城市命名，是为该地特色。

## 辖区
拱宸桥街道现辖：
温州路社区、台州路社区、登云路社区、桥西社区、衢州路社区、蚕花园社区和永庆路社区。